# Liste der Kirchengebäude im Dekanat Passau
Liste der Kirchengebäude im Dekanat Passau im Bistum Passau.

## Liste der Kirchengebäude
| Bild    | Pfarrkirche                                   | Ort                   | Patrozinium          | Pfarrverband      | Nebenkirchen und Kapellen                                                         | Orden | Anmerkungen |
| ------- | --------------------------------------------- | --------------------- | -------------------- | ----------------- | --------------------------------------------------------------------------------- | --- | ----------- |
| weitere | Dom St. Stephan                               | Altstadt (Passau)     | Stephan              | Altstadt          | Andreaskapelle (Passau) Lamberg-Kapelle Sixtuskapelle (Passau) Trennbach-Kapelle  | Ehemalige Jesuitenkirche St. Michael (Passau) beim Gymnasium Leopoldinum (Passau) Spitalskirche St. Johannes der Täufer (Passau) Kloster Niedernburg |             |
| weitere | St. Paul (Passau)                             | Altstadt (Passau)     | Paul                 | Altstadt          |                                                                                   | |             |
| weitere | Augustinerchorherrenstift St. Nikola (Passau) | Sankt Nikola (Passau) | Nikolaus             | Altstadt          |                                                                                   | |             |
|         | St. Anton (Passau)                            |                       | Anton                | St. Anton         |                                                                                   | |             |
| weitere | St. Peter (Passau)                            |                       | Peter                | St. Anton         |                                                                                   | |             |
|         | Pfarrkirche                                   | Hacklberg (Passau)    | Konrad               | Hacklberg         |                                                                                   | |             |
|         | Pfarrkirche                                   | Korona                | Korona               | Hacklberg         |                                                                                   | |             |
|         | Pfarrkirche                                   |                       | Salvator             | Hacklberg         |                                                                                   | |             |
|         | St. Severin (Passau-Heining)                  |                       | Severin              | Heining           |                                                                                   | |             |
|         | Expositurkirche                               |                       | Michael              | Heining           |                                                                                   | |             |
| weitere | Pfarrkirche                                   | Grubweg               | Michael              | Ilzstadt          |                                                                                   | |             |
|         | Pfarrkirche                                   | Hals (Passau)         | Georg                | Ilzstadt          |                                                                                   | |             |
| weitere | Pfarrkirche                                   | Ilzstadt              | Bartholomäus         | Ilzstadt          |                                                                                   | |             |
|         | St. Salvator (Passau)                         | St. Salvator (Passau) | Salvator             | Ilzstadt          |                                                                                   | |             |
| weitere | St. Josef (Passau)                            |                       | Josef                | Neustift-Auerbach |                                                                                   | |             |
|         | Pfarrkirche                                   |                       | Auferstehung Christi | Neustift-Auerbach |                                                                                   | |             |
|         | St. Gertraud (Passau)                         | Innstadt              |                      | Innstadt          | Wallfahrtskirche Mariahilf (Passau) Friedhofskirche St. Severin (Passau-Innstadt) | |             |
|         |                                               |                       |                      | noch zuzuordnen   | Franziskanerkirche Votivkirche (Passau)                                           | Franziskanerkloster Passau |             |